# バスク (テレビ技術会社)
株式会社バスク（英: VASC Co., Ltd.）は、テレビ技術を専門とする技術プロダクション。フジテレビ系と共同テレビ制作においてテレビドラマの技術業務を行っている。

## 概要
ビデオスタッフ、パビックに所属していた佐々木俊幸が1986年（昭和61年）に創業。社名のバスクは、Video Art System Communicationsの頭文字である。
2004年（平成16年）12月よりフジサンケイグループの一員となった。

## 主な作品

### テレビ番組
（特に記述がない場合はフジテレビ）
（凡例）★：編集、ポスプロ担当のみ

### 人物
- 田口拓也

### 団体
- フジテレビジョン
- 共同テレビジョン
  - ベイシス
  - バンエイト
- フジ・メディア・テクノロジー（旧・八峯テレビ）
- ニユーテレス
- 湾岸スタジオ
- 東京メディアシティ／国際放映
  - レモンスタジオ
- エスブイエス
  - ビデオスタッフ
  - 渋谷ビデオスタジオ（閉鎖）
- ワインド・アップ